# 페트 갈랑트

페트 갈랑트

페트 갈랑트(프랑스어: Fête galante) 또는 아연화(雅宴畵)는 전원이나 공원을 배경으로 해서 우아한 복장으로 흥겹게 노니는 청년 남녀의 예술적 묘사이다. 18세기 흥했었다.